# 宁夏回族自治区教育厅
宁夏回族自治区教育厅是宁夏回族自治区人民政府的组成部门、主管宁夏回族自治区教育工作的省级教育行政部门。